# Сандвікен
Сандвікен (швед. Sandviken) — місто у центральній Швеції, у лені Євлеборґ, на березі озера Стуршен Адміністративний центр комуни  Сандвікен. Населення становить 22965 осіб.   У 20 столітті — один з головних центрів гірничопромислового району Бергслаген. В місті розташована штаб-квартира великого консерну "Сандвікен". У місті розташований великий металургійний комбінат та підприємства машинобудування.     
Залізнична станція.     
Сандвікен є найпівнічнішим містом з тих, що приймали Чемпіонат світу з футболу. Тут було проведено два матчі Чемпіонату світу з футболу 1958 року. 

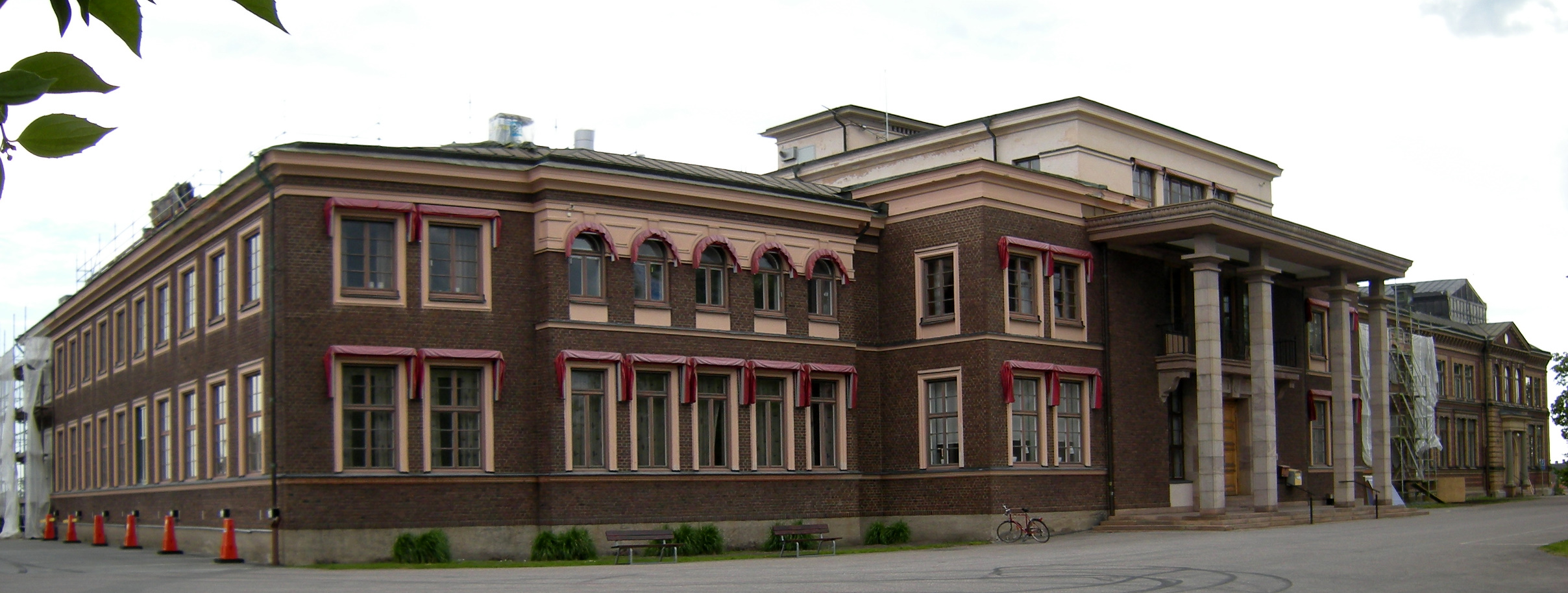
Головний офіс концерну "Сандвікен".

## Видатні уродженці
- Йоста Дункер (1905-1973) — шведський футболіст.